# Venom (album Bullet for My Valentine)
Venom – piąty album studyjny walijskiej grupy Bullet for My Valentine. Premiera albumu odbyła się 14 sierpnia 2015.

## Lista utworów
1. "V" – 1:26
2. "No Way Out" – 3:53
3. "Army of Noise" – 4:18
4. "Worthless" – 3:18
5. "You Want a Battle? (Here's a War)" – 4:14
6. "Broken" – 3:39
7. "Venom" – 3:54
8. "The Harder the Heart (The Harder It Breaks)" – 4:00
9. "Skin" – 3:59
10. "Hell or High Water" – 4:36
11. "Pariah" – 3:46